# Joseph Spiteri
Pour les articles homonymes, voir Spiteri (patronyme).
Joseph Spiteri est un prélat catholique maltais, nonce apostolique au Mexique (en) depuis juillet 2022.

## Biographie

### Jeunesse
Joseph Spiteri est né à Sliema, à Malte, le 20 mai 1959  mais il a ses racines à Luqa.
Il est diplômé en droit canonique.

### Prêtre
Le 29 juin 1984, il est ordonné prêtre pour l’archidiocèse de Malte par Joseph Mercieca. Il entre au service diplomatique du Saint-Siège le 15 juillet 1988 et travaille dans des représentations diplomatiques du Saint-Siège de divers pays avant d’intégrer la section pour les relations avec les États de la Secrétairerie d’État.

### Nonce apostolique

#### Sri Lanka
Le 21 février 2009, il est nommé nonce apostolique au Sri Lanka (en) par Benoît XVI, et reçoit le titre d’archevêque titulaire de Serta (de). Il est consacré le 24 mai suivant, en la co-cathédrale Saint-Jean de La Valette par le cardinal secrétaire d'État Tarcisio Bertone, avec comme co-consécrateurs Pawlu Cremona et Joseph Mercieca. Il explique alors vouloir apporter une aide humanitaire, après la fin de la guerre civile, maintenir des relations cordiales avec les autres confessions et consolider la foi. Arrivé dans le pays le 20 juin, il présente ses lettres de créance au président Mahinda Rajapaksa le 30 juillet 2009. La fin de ses fonctions se conclut par une messe de remerciement à Borella le 2 décembre 2013.

#### Côte d'Ivoire
Il est transféré le 1er octobre 2013 à la nonciature de Côte d'Ivoire, et remet ses lettres de créances en les mains d’Alassane Ouattara le 18 décembre. 
Début 2015, il est cité par certains médias comme possible successeur de Paul Cremona, archevêque de Malte démissionnaire, ; mais c’est en définitive l'auxiliaire de ce dernier, Charles Scicluna qui est nommé. 
Le 14 mai 2016, il est porté en hamac à son arrivée dans la ville de Fresco par les paroissiens. La photo de la scène se répand sur les réseaux sociaux et provoque la polémique, certaines personnes y voyant une réminiscence de l’époque coloniale. Jean-Claude Djéréké, expatrié ivoirien et ancien prêtre, fustige les porteurs « [qui] rament à contre-courant de cette Afrique qui veut en finir avec le faux complexe d’infériorité à l’égard du Blanc » et écrit « Quant au nonce italien (sic), il montre simplement qu’il n’a rien compris à l’Évangile qui fait l’éloge de la simplicité et de l’humilité ». D'autres, comme Alain Lobognon, maire de la ville, défendent le geste en expliquant qu'il s’agit d’une marque de considération,.

### Liban
Le 7 mars 2018, il est nommé nonce apostolique au Liban (en). Il transmet au président de la République Michel Aoun la volonté du pape François de se rendre au Liban.

### Mexique
Le 7 juillet 2022, le pape François le nomme nonce apostolique au Mexique (en).

## Succession apostolique
- Évêque Jesús Omar Alemán Chávez (es) (2023)
- Évêque Víctor Melchor Quintana Quezada (de) (2025)
- Évêque Andrés Sáinz Márquez (de) (2025)